# Agesilaios I
Agesilaios I (grekiska: Ἀγησίλαος) var en spartansk kung och enligt Herodotos den sjätte i ordningen av den agiadiska kungaätten och regerade mellan 820 f.Kr och 790 f.Kr.

## Biografi
Agesilaios var son till Dorissos och övertog sannolikt tronen efter sin far vid dennes död omkring 820 f.Kr. De antika källorna ger olika uppgifter om hans tid vid makten. Hieronymus ger omkring 44 år, medan Pausanias skriver om Agesilaios att "både Dorissos och Agesilaios dog i strid" vilket traditionellt tolkas som att hans tid på tronen var kort. Pausanias placerar honom samtida med Lykurgos. Inget övrigt är känt om hans regeringsperiod. 
Agesilaios I efterträddes av sin son Archilaios.